# Одночлен
Одночле́н (устаревшее: моно́м) — алгебраическое выражение, состоящее из произведения числового множителя (коэффициента) на одну или нескольких переменных, взятых каждая в натуральной степени. Степенью одночлена называется сумма показателей степеней всех входящих в него переменных. Одночленом также считается отдельное число (без буквенных множителей), его степень равняется нулю, за исключением случая нулевого одночлена, степень которого не определена (часть источников приписывает нулевому одночлену степень {\displaystyle -\infty }).
Примеры: 
| {\displaystyle -7} | {\displaystyle x^{2}} | {\displaystyle c^{3}xy} | {\displaystyle -a} | {\displaystyle 5ax^{3}} |

Если числовой коэффициент одночлена не задан (например, в одночлене {\displaystyle x^{2}}), подразумевается коэффициент {\displaystyle 1} или {\displaystyle -1}, в зависимости от знака перед одночленом.
Не являются одночленами выражения: {\displaystyle a+b;\ {\frac {a-b}{c}}.}

## История
Первым ввёл понятие одночленов {\displaystyle x,x^{2},x^{3},...} и {\displaystyle 1/x,1/x^{2},1/x^{3},...}, а также дал правила их произведения, аббасидский математик аль-Караджи (953—1029). Его достижение заключалось в том, что он определил произведение этих членов без ссылок на геометрию. Его последователь Самуил Марокканский (1130—1180) ввёл определения {\displaystyle x^{0}=1} и {\displaystyle x^{-n}=1/x^{n}}, а также описал их арифметику, включая правило умножения одночленов {\displaystyle x^{n}x^{m}=x^{n+m}} для целых {\displaystyle n} и {\displaystyle m}.

## Свойства
Произведение одночленов также является одночленом. При этом перемножаются коэффициенты и складываются показатели степеней для одинаково обозначенных переменных.
Пример: {\displaystyle 3ab\cdot (2{,}5a^{3}c)=7{,}5a^{4}bc.}
Возведение одночлена в натуральную степень также даёт одночлен.
Одночлены называются подобными, если они отличаются только коэффициентом (или вовсе не отличаются), а переменные и их степени полностью совпадают. При сложении или вычитании подобных одночленов получается одночлен, подобный исходным; его коэффициенты получаются соответственно сложением или вычитанием коэффициентов исходных одночленов.
Одночлен является частным случаем многочлена, не содержащим операции сложения. Сложение одночленов, не являющихся подобными, даёт многочлен; более того, многочлен можно именно так определить. Степень многочлена — это максимальная из степеней входящих в него одночленов.

## Вариации и обобщения
В некоторых источниках рассматриваются одночлены, содержащие отрицательные степени переменных; они полезны, например, в теории рядов Лорана. Аналогично в теории рядов Пюизё естественно рассматривать одночлены с рациональными степенями.
Коэффициенты одночлена могут быть не только числами, но и элементами произвольного коммутативного кольца. Множество одночленов над заданным кольцом образует коммутативную полугруппу с единицей, операции над одночленами выполняются аналогично числовым одночленам.